# Harvey Nunataks
Harvey Nunataks är nunataker i Antarktis. De ligger i Östantarktis. Australien gör anspråk på området.